# Кошаровский, Юлий Михайлович
Юлий Михайлович Кошаровский (22 ноября 1941 — 15 апреля 2014) — советский диссидент и отказник.

## Биография
В 1970—1980-х годах организовывал группы по изучению иврита в СССР, систему преподавания языка, что было довольно опасным занятием. К этому времени уже в 45 городах были созданы центры и работали группы по изучению иврита.
Неоднократно подвергался задержаниям и административным арестам. В 1987 г. правительство Израиля признало за Юлием Кошаровским статус Узника Сиона.
В 1989 году избран в правление советского Центра еврейской культуры имени С. Михоэлса.
В 1989 году репатриируется в Израиль. В начале 1990-х годов в Израиле организовал партию «Демократия и алия». Позже многие члены партии вошли в состав и даже стали лидерами популярной русскоязычной партии «Исраэль ба-Алия». Затем — член «Ликуда», возглавлял партийный отдел по вопросам алии и абсорбции. С 2003 года — активист партии «Шинуй».
Возглавлял движение «Сионистское большинство». Автор 4-томной монографии «Мы снова евреи. Очерки по истории сионистского движения в Советском Союзе» (Иерусалим, 2007—2012. Интернет-версия: www.kosharovsky.com/книги/).
Погиб в Бейт-Арье в результате несчастного случая 15 апреля 2014 года.